# خالد بن هلال البوسعيدي
خالد بن هلال بن سعود البوسعيدي، سياسي عماني، يشغل منصب وزير ديوان البلاط السلطاني منذ 15 مارس 2011، حين عينه السلطان قابوس بن سعيد بمرسوم سلطاني لشغل المنصب.